# Grecia Colmenares
Grecia Dolores Colmenares Mieussens (Valencia, 7 dicembre 1962) è un'attrice venezuelana, considerata una delle maggiori interpreti delle telenovelas degli anni ottanta e novanta.

## Biografia
Figlia di Grecia Mieussens, di origini francesi, e di Lisandro Ernesto Colmenares, ha quattro fratelli e una sorellastra. Nel 1976, a 13 anni, durante un casting organizzato dalla rete tv RCTV, incontrò un produttore che la volle per una comparsa nella telenovela Angelica con Mayra Alejandra. Fu così che iniziò la sua carriera di attrice. Inizialmente partecipò con ruoli di supporto, durante la sua adolescenza, a telenovelas con protagoniste altre attrici.
Nel 1981 ebbe l'occasione di interpretare il suo primo ruolo da protagonista in una telenovela: Rosalinda, con Carlos Olivier. Nel 1985, dopo aver realizzato la telenovela Azucena con Javier Vidal, la RCTV le offrì di interpretare la protagonista della telenovela Topazio. L'attrice accettò e realizzò la telenovela insieme a Víctor Cámara. Questa telenovela le fece vivere il momento di maggior successo nel suo paese. Inoltre riuscì in seguito ad ottenere un successo ancor più vasto, in tutta l'America Latina e anche in Europa. Da qui in poi quasi tutti i suoi lavori iniziano ad arrivare anche in Italia, su Rete 4.
Nel 1985 si trasferì a Buenos Aires e realizzò la telenovela Maria, che ebbe un notevole riscontro tanto in Argentina quanto in tutti gli altri paesi in cui fu trasmessa. Nel 1987 realizzò una nuova telenovela intitolata Grecia, la cui trama si basava sulla favola di Cenerentola e che comprendeva un cast di prima grandezza. La telenovela non riscosse in Argentina lo stesso successo della precedente telenovela ma  ebbe un certo seguito e riscontro negli altri paesi dove fu trasmessa. In Italia è  uno dei suoi lavori più replicati. L'anno successivo girò Pasiones, nella quale interpretò una contadina innamorata del suo padrone. L'opera ottenne un buon successo, soprattutto in Europa. Dopo una breve pausa, Grecia tornò nel 1989 con Ribelle, la storia di Romeo e Giulietta adattata ai tempi moderni: questo successo le aprì le porte per alcune co-produzioni in Italia e Spagna. 
Tra la fine del 1990 e il 1991, dopo la realizzazione di una minitelenovela intitolata Romanzo, lavorò in una co-produzione tra Argentina e Italia per la quale furono girate scene anche in Sicilia, al Sestriere, a Genova e a Roma. La telenovela si chiamava Manuela e Grecia vi interpretava per la prima volta un doppio ruolo: due sorelle, Manuela buona e dolce e Isabel perfida e fredda. La notorietà che ne derivò fu grande (in Italia vinse un Telegatto nel 1992) e raggiunse anche paesi come Francia, Germania, Russia. L'anno successivo si concretizzò una co-produzione tra la rete italo-spagnola Telecinco e l'Argentina dal titolo Primo amore, che in Italia fu trasmessa da Rete 4. 
Contemporaneamente Grecia girò anche un'altra co-produzione italo-argentina: Milagros, con Osvaldo Laport, nella quale interpretava nuovamente un doppio ruolo, ma questa volta quello di una madre (Maria) e di sua figlia (Milagros). Nel 1994 la casa di produzione messicana Televisa le offrì di girare in Argentina la telenovela La voce del Signore, nuovamente al fianco del collega Laport. Nel 1996 fu realizzato I due volti dell'amore, telenovela in costume prodotta tra Italia e Argentina, dove per la seconda volta interpretava il doppio ruolo di due sorelle antitetiche (Eva ed Angelica). Nel 1998 Grecia partecipa a una stagione di una telenovela rivolta agli adolescenti, prodotta da Cris Morena e intitolata Chiquititas. Nel 2000 realizza la sua ultima telenovela, Vidas Prestadas, inedita in Italia, co-produzione tra Perù e Venezuela.
Nel 2019 partecipa alla quattordicesima edizione del reality L'isola dei famosi, condotto da Alessia Marcuzzi su Canale 5, venendo però eliminata dopo 18 giorni di permanenza, mentre nel 2023 partecipa   come concorrente alla diciassettesima edizione della versione italiana del Grande Fratello, venendo eliminata dopo quasi sei mesi nella puntata del 7 marzo 2024.

## Vita privata
Si è sposata in prime nozze col collega Henry Zakka; il matrimonio è fallito ben presto, ma i due sono rimasti in ottimi rapporti (hanno anche lavorato spesso insieme).
Il 4 settembre 1992 Grecia ha dato alla luce il suo unico figlio, Gianfranco, nato dal suo secondo matrimonio con Marcelo Pelegri. Ha in seguito avuto una storia con l'attore e modello spagnolo Chando Erik Luna.

## Filmografia

### Cinema
- Los criminales, regia di Clemente de la Cerda (1982)
- Un país... un destino, regia di Hernán José Briceño e Samuel Roldán (1983)
- Agua que no has de beber, regia di Clemente de la Cerda (1984)

### Televisione
- Angélica – serial TV, 3 episodi (1976)
- Zoraida – serial TV, 3 episodi (1976)
- Carolina – serial TV, 3 episodi (1976)
- Iliana – serial TV, 3 episodi (1977)
- Tormento – serial TV, 3 episodi (1977)
- El ángel rebelde – serial TV, 3 episodi (1978)
- Estefanía – serial TV, 1 episodio (1979)
- Drama de amor en el Bloque 6, regia di Román Chalbaud – miniserie TV (1979)
- Sangre azul – serial TV, 3 episodi (1979)
- El esposo de Anaís – serial TV, 3 episodi (1980)
- Elizabeth – serial TV, 3 episodi (1981)
- Panchito y Arturo, regia di César Bolívar – miniserie TV, 3 puntate (1981)
- Muros de silencio, regia di Clemente de la Cerda – miniserie TV (1981)
- Marielena – serial TV, 51 episodi (1981)
- Rosalinda – serial TV, 5 episodi (1981)
- Chao, Cristina – serial TV, 3 episodi (1983)
- Giorni grevi (Días de infamia) – serial TV, 3 episodi (1983)
- El paréntesis, regia di Leonardo Aranguibel – film TV (1984)
- La casa de todos, regia di Rómulo Gallegos – film TV (1984)
- Azucena – serial TV, 3 episodi (1984)
- María (Maria de Nadie) – serial TV, 219 episodi (1985)
- Topazio (Topacio) – serial TV, 181 episodi (1984-1985)
- Grecia – serial TV, 153 episodi (1987)
- Ti chiedo perdono (Pasiones) – serial TV, 160 episodi (1988)
- Ribelle (Rebelde) – serial TV, 99 episodi (1989)
- Romanzo, regia di Osvaldo Cappra – miniserie TV, 5 puntate (1990)
- Manuela – serial TV, 228 episodi (1991)
- Primo amore (Primer amor) – serial TV, 166 episodi (1992)
- Milagros (Más allá del horizonte) – serial TV, 200 episodi (1994)
- La voce del Signore (El día que me quieras) – serial TV, 194 episodi (1994)
- I due volti dell'amore (Amor Sagrado) – serial TV, 4 episodi (1996)
- Chiquititas – serial TV, 1 episodio (1999)
- Vidas prestadas – serial TV, 120 episodi (2000)

## Programmi televisivi
- L'isola dei famosi 14 (Canale 5, 2019) Concorrente
- Grande Fratello 17 (Canale 5, 2023-2024) Concorrente

## Fotoromanzi
- Prigionieri del male
- Bentornata Zingara
- Una ragione per vivere
- Tre amori per Angelica
- La prigioniera senza volto
- Una vita rubata

## Doppiatrici italiane
- Silvia Tognoloni in Azucena, Topazio, Maria (2º doppiaggio), Grecia, Ribelle, Romanzo, Manuela, Primo amore, Milagros e La voce del Signore
- Anna Radici in Maria (1º doppiaggio), Ti chiedo perdono e I due volti dell'amore